# Carl Jakob Sundevall
 (février 2025).
Si vous disposez d'ouvrages ou d'articles de référence ou si vous connaissez des sites web de qualité traitant du thème abordé ici, merci de compléter l'article en donnant les références utiles à sa vérifiabilité et en les liant à la section « Notes et références ».
Carl Jakob Sundevall est un zoologiste suédois, né le 22 décembre 1801 à Högestad dans la province de Skåne et mort le 2 février 1875 à Stockholm.
Il fait ses études à l'université de Lund et obtient son doctorat en 1826. En 1827-1828, il entreprend un voyage en Asie du Sud-Est. Il obtient un deuxième titre de docteur, en médecine cette fois, en 1830.
Il participe, en 1838, à l'expédition française au Spitzberg dirigée par Joseph Paul Gaimard (1796-1858). Il est professeur au Naturhistoriska riksmuseet de Stockholm de 1839 à 1871, où il dirige également le département des vertébrés. Il devient membre de l'Académie royale des sciences de Suède en 1839 et de la Société des sciences d'Uppsala en 1851.
Il publie Svenska Fåglarna (1856-1887) dans lequel il décrit 238 espèces d'oiseaux observées en Suède. Il détermine également de nombreux oiseaux collectés dans le sud de l'Afrique par Johan August Wahlberg.
Il est l'auteur de deux mémoires sur les araignées de Suède et a décrit plusieurs nouveaux genres et espèces.
Sundevall est l’abréviation habituelle de Carl Jakob Sundevall en zoologie.

Consulter la liste des abréviations d'auteur en zoologie ou la liste des taxons zoologiques assignés à cet auteur par ZooBank